# Doomed User
Doomed User è un singolo del gruppo musicale statunitense Deftones, pubblicato il 18 marzo 2016 come secondo estratto dall'ottavo album in studio Gore.

## Descrizione
Già presentato dal vivo dal gruppo all'inizio del mese, si tratta di un brano pesante caratterizzato da un riff distorto di chitarra e da un'ampia estensione vocale di Chino Moreno, oltre a continui cambi di tempo.
Il singolo è stato presentato in anteprima sull'emittente radiofonica Sirius XM il 16 marzo 2016, venendo reso disponibile per il download digitale due giorni più tardi.

## Tracce
1. Doomed User – 4:26

## Formazione
Gruppo
- Abe Cunningham – batteria
- Chino Moreno – voce, chitarra
- Frank Delgado – tastiera, campionatore
- Sergio Vega – basso
- Stephen Carpenter – chitarra

Produzione
- Matt Hyde – produzione, registrazione, ingegneria del suono, missaggio
- Deftones – produzione
- Chris Rakestraw – ingegneria del suono
- Jimmy Fahey – assistenza tecnica
- Martin Pradler – ingegneria del suono aggiuntiva
- Rob Hill – ingegneria del suono aggiuntiva
- Howie Weinberg – mastering
- Gentry Studer – mastering